# Zoune chez sa ninnaine
Zoune chez sa ninnaine est un roman de Justin Lhérisson publié pour la première fois en 1906, à Port-au-Prince. Ladite oeuvre et La Famille des Pitite-Caille sont considérés comme les deux premières grandes « lodyans » de la littérature haïtienne.

## Résumé
La domesticité est le thème principal de cette oeuvre dans laquelle Justin Lhérisson nous fait un tableau de la vie rurale haïtienne à cette époque (fin du 19e siècle) et ses contradictions avec l'urbanisation et la modernité tout en utilisant un ton humoristique comme à la Molière. Ce roman est carrément aussi une satire sociale concernant les inégalités qui se creusent entre deux mondes dans un même pays : le rural et l'urbain,. 

De ce roman où l'auteur critique les préjugés du « monde urbain haïtien », Les Libraires nous propose le résumé qui suit :
« À douze ans, Zoune, la chétive et crasseuse fille de Ticoq et de Sor Poum, quitte son Pays Pourri natal pour aller vivre chez sa marraine, Mme Boyote, commerçante à Port-au-Prince. La petite paysanne ne tardera pas à se transformer en affriolante jeune fille et à tourner la tête de tous les mâles du Bord-de-Mer, au premier rang desquels le Colonel Cadet Jacques, amant en titre de Mme Boyote. Et c’est après lui avoir résisté vaillamment que Zoune sera injustement chassée de chez sa marraine . »

## Sources
1. ↑  « Justin Lhérisson : Zoune chez sa Ninnaine », sur www.vers-les-iles.fr (consulté le 20 août 2025)
2. ↑  John Stanley Saint Pierre, « "Zoune chez sa ninnaine" : un témoignage littéraire d'une Haïti en mutation », sur lenouvelliste.com (consulté le 20 août 2025)
3. ↑  Mirline Pierre, « « Zoune chez sa ninnaine » de Justin Lhérisson », sur lenouvelliste.com (consulté le 20 août 2025)
4. ↑  « Zoune chez sa ninainne de Justin Lhérisson | | leslibraires.ca | Acheter des livres papier et numériques en ligne », sur leslibraires.ca (consulté le 20 août 2025)